# 捲縮彎貝介
捲縮彎貝介（学名：Loxoconcha crispatum）为彎貝介科彎貝介屬下的一个种。